# Страговский монастырь
Страговский монастырь (чеш. Strahovský klášter) — монастырь в Праге, памятник архитектуры Чехии. Расположен в Градчанах, Прага 1. Монастырь относится к старейшим монастырям ордена монахов-премонстрантов.

## История
Был основан в 1140—1143 годах Владиславом II по инициативе его жены Гертруды и оломоуцкого епископа Йиндржиха Здика. Название монастыря имеет корни от слова «стража», так как именно в этом месте располагалась застава, охранявшая подступы к Пражскому граду. Вскоре после основания монастырь был передан монашескому ордену премонстрантов.
Монастырь постоянно перестраивался, в 1258 году по вине заснувшего у горящей свечи монаха монастырь полностью сгорел. Близость к центру Праги обусловило его участие практически во всех исторических событиях средневековой Праги: гуситские войны, тридцатилетняя война, обстрел и разрушение монастыря французскими войсками, окопавшимися в монастырском саду в 1742 году, штурм Праги прусской армией и т. д. В конце XVIII века над монастырём нависла угроза закрытия. Император Иосиф II приказал закрыть монастыри, которые не сумеют показать свою пользу для общества. Открытие библиотеки, доступной для широкой публики, спасло монастырь.

## Архитектура
Монастырь перестраивался несколько раз. Изначально деревянный, но уже к 1143 году были возведены каменные строения в романском стиле. После пожара 1258 года, на его месте были возведены постройки в раннеготическом стиле. После этого монастырь неоднократно подвергался перестройкам, пока в конце XVII века не утвердился нынешний вид в барочном архитектурном стиле. Воплощение монастыря в стиле барокко осуществил с 1742 по 1758 годы итальянский архитектор А.Лураго, после того как монастырь был в очередной раз разрушен французскими войсками.

### Постройки

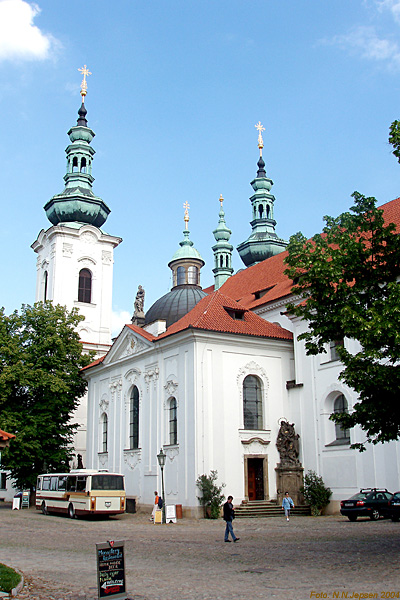
Базилика Вознесения Девы Марии
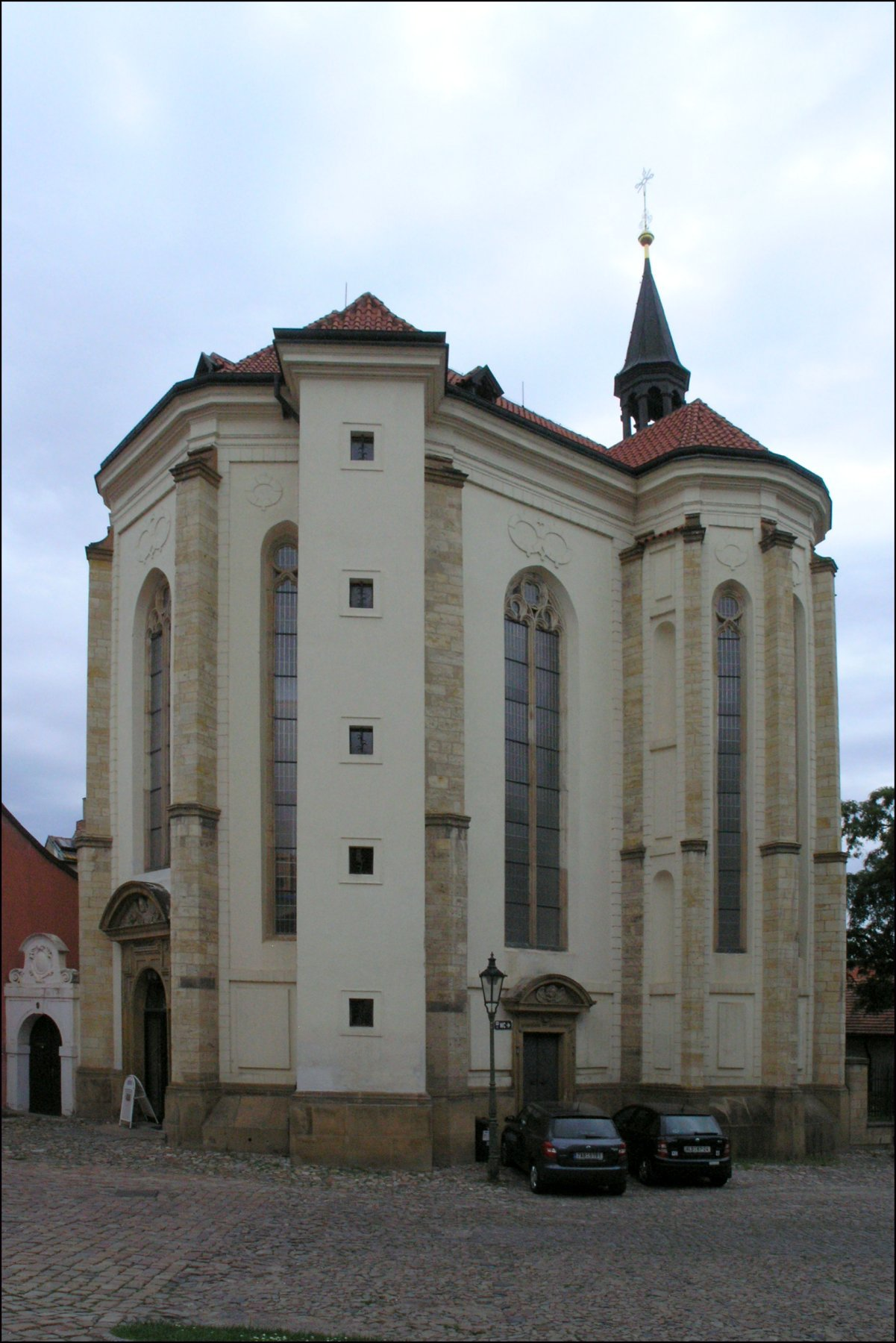
Костел св.Роха
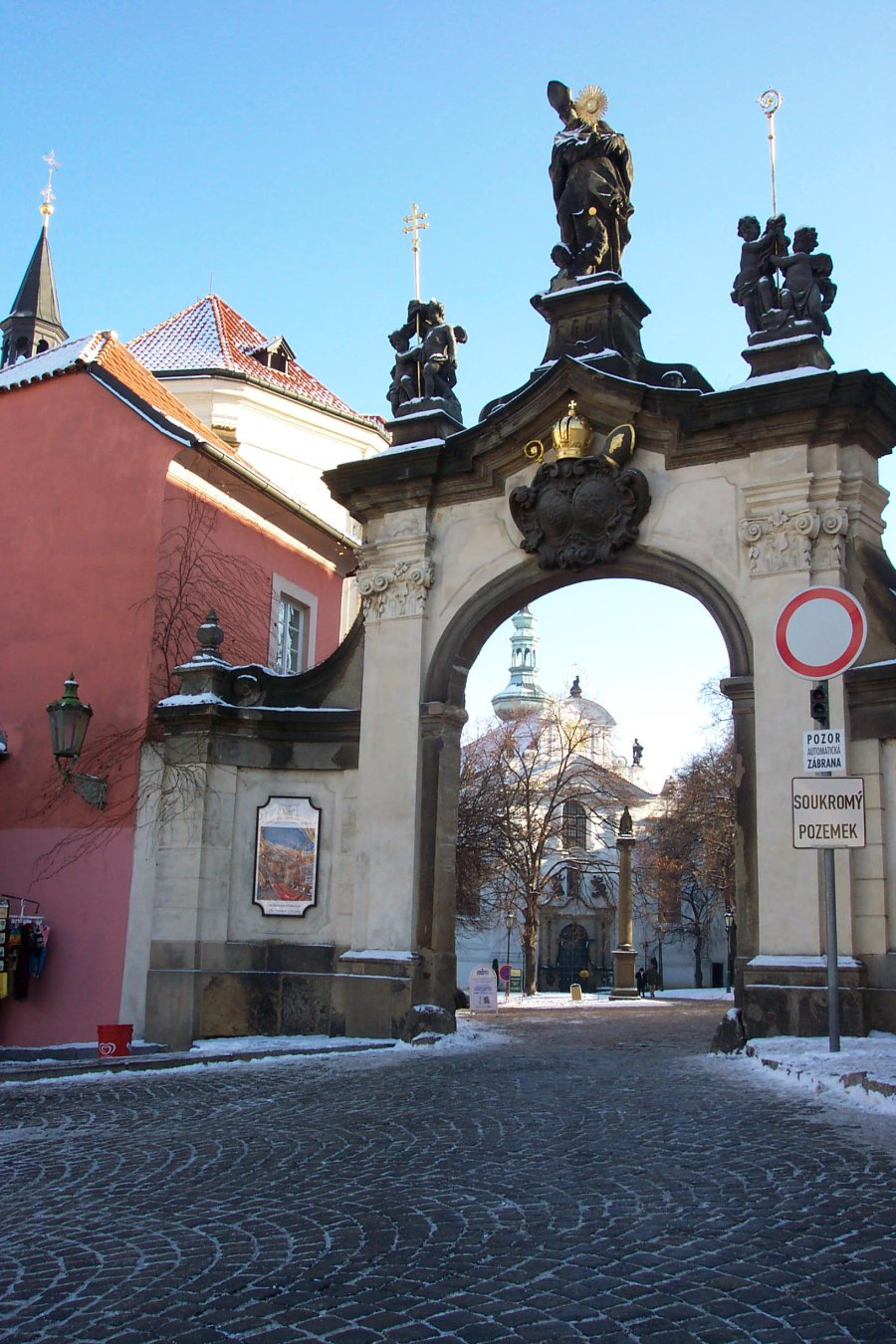
Барочные ворота со скульптурой святого Норберта, основателя ордена премонстрантов
Монастырская библиотека, здание в стиле классицизма

## Объекты на территории монастыря
- Музей национальной литературы
- Страговская художественная галерея
- Музей миниатюр
- Страговский сад
- Пивоварня и пивной ресторан, предлагающие специальное пиво «Св. Норберт»

Философский зал

Теологический зал

- Отель «Questenberk»

## Библиотека
В монастыре на протяжении более 800 лет существует внушительная старинная библиотека. Самые старые книги датируются серединой XII века. Библиотека размещается в нескольких залах. Стены залов покрыты фресками. Библиотека неоднократно горела: в 1258 году вместе с монастырем, в 1420 году во время осады монастыря гуситами. В XVII веке библиотека насчитывала более 3000 томов. В середине 1648 года после захвата Праги шведами библиотека подверглась разграблению, 19 ящиков книг Страговской библиотеки попали в Упсалу и Стокгольм. Тем не менее многое удалось сохранить и в 1670—1674 годах при аббате Иерониме Гирнгайме библиотека была восстановлена в новом помещении. В XVIII веке под угрозой закрытия монастыря аббат Вацлав Майер открыл библиотеку для широкой публики и в рекордный срок выстроил новое здание библиотеки из бывшего амбара. Новое здание библиотеки дошло до настоящего времени. Двенадцать тысяч книг перенесли в Теологический зал, построенный в стиле барокко. Многие книги из вновь закрытых монастырей пополнили библиотеку Страгова. Кроме того, из монастыря в Лоуке у Знойма были перевезены резные книжные полки из ореха, которые были изготовлены по случаю окончания тридцатилетней войны. Полки были установлены в новом Философском зале библиотеки. Потолки зала были подняты и расписаны фресками Францем Мольбертсом.
В настоящее время в хранилищах библиотеки находится около 130 000 книг, 1500 первопечатных изданий, 2500 рукописей, несколько тысяч графических листов.
Кабинет курьезов — аналог кунсткамеры, в нём собраны природоведческие коллекции.

## Картинная галерея
Уже с XVIII века в монастыре была ценная коллекция картин. В 1834 году аббат Иероним Й. Зейдлер решил упорядочить коллекцию, которая к тому времени насчитывала более 400 картин. С этого времени картины приобретались целенаправленно, был создан каталог работ. Так к 1870-м годам коллекция выросла до 1000 полотен. На базе монастыря в XX веке была создана художественная галерея, в которой выставлены лучшие работы XIV—XIX веков. В настоящее время, начиная с 1993 года, часть коллекции представлена в постоянной экспозиции Страговской художественной галереи. Помимо постоянной экспозиции, в музее проводятся тематические выставки.